# وزارة الصناعة والتجارة (البحرين)
وزارة الصناعة والتجارة، هي وزارة في الحكومة البحرينيَّة مسؤولة عن تنظيم أمور الأعمال والاستثمار ودعم رواد الأعمال والشركات الناشئة وتنمية المؤسسات الصغيرة والمتوسطة، بالإضافة إلى تسهيل الاستثمارات الأجنبيَّة وحماية الملكيَّة الصناعية والعلامات التجاريَّة، وإصدار التراخيص اللازمة وخدمة المناطق الصناعية في البلاد. وزير الصناعة والتجارة الحالي هو عبد الله عادل فخرو، منذ 21 نوفمبر 2022.

## وصلات خارجية
- موقع وزارة الصناعة والتجارة